# Söpte
Söpte é um município da Hungria, situado no condado de Vas. Tem 13,98 km² de área e sua população em 2015 foi estimada em 706 habitantes.